# Carpe diem

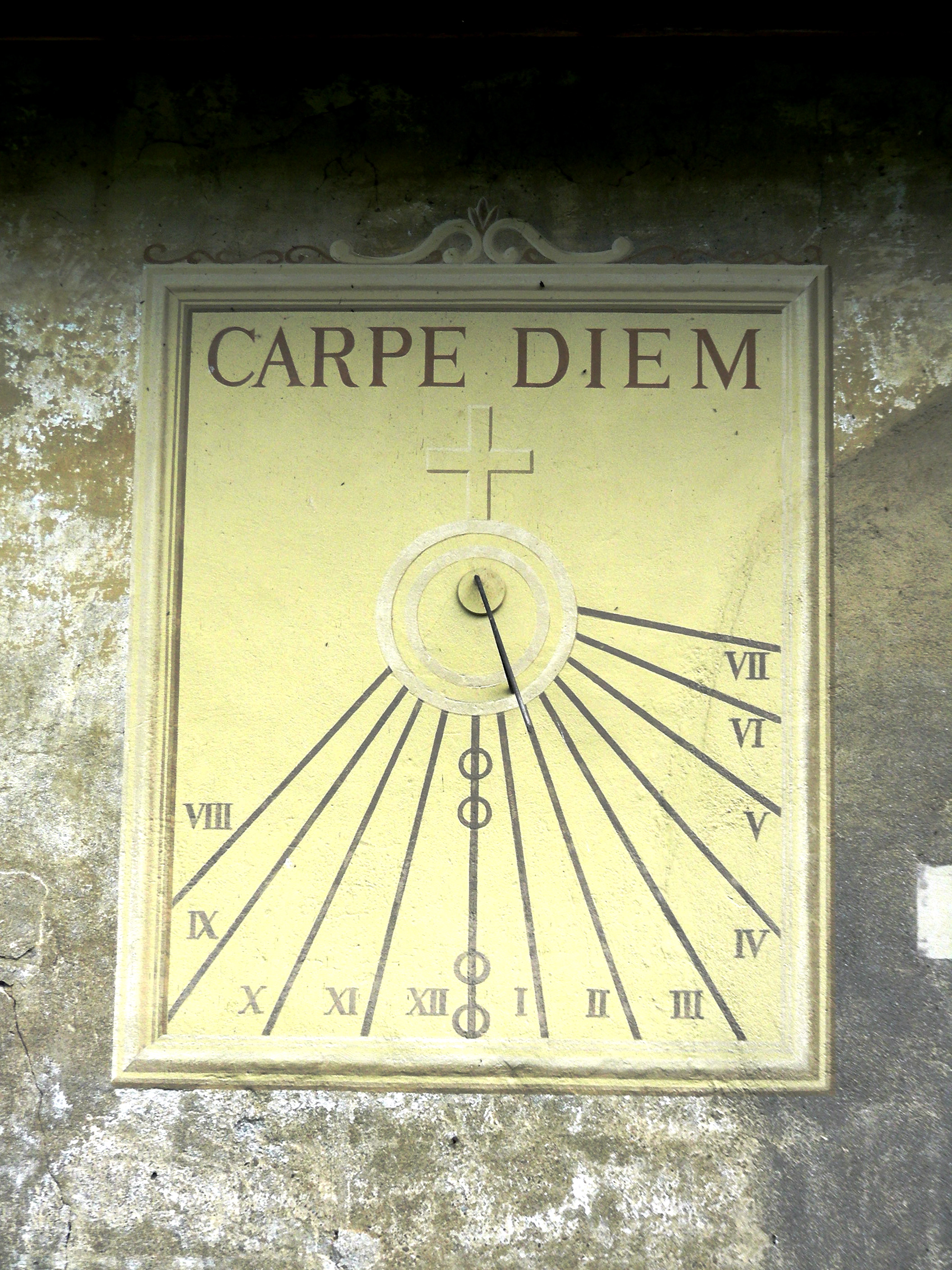
Solvisare med mottot Carpe diem.

Carpe diem är en latinsk fras som bokstavligen betyder "fånga dagen". Frasen kommer från ett ode av den romerske poeten Horatius. Frasen uppmanar till att måttfullt njuta av nuet. I Odes (I,11.8) skrev den romerske poeten Horatius: "Carpe diem quam minimum credula postero" (fånga dagen, lita ej på morgondagen).
Enligt den amerikanske författaren William Safire har frasens innebörd förändrats sedan Horatius skrev den. Han menar att frasen gått från meningen "fånga dagen" till "lev för idag". År 1817 skrev den romantiska poeten Lord Byron "Jag förväntar mig aldrig något – carpe diem – det förflutna är åtminstone ens eget, vilket är en anledning för att försäkra sig om nuet". Safire hävdar, att frasen användes i dess nutida betydelse först år 1867, i Ouidas roman Under Two Flags. Vidare menar Safire, att en synonym till "carpe diem" vore "ät, drick och var glad", vilket var ett råd givet i boken Predikaren (8:15) från Gamla Testamentet, till vilket profeten Jesaja tillade "Låt oss äta och dricka; för imorgon skall vi dö". Enligt Nationalencyklopedin har frasen ofta återkommit i litteraturen för att uppmana till att njuta av kärlek och vin.
Carpe diem-temat förekommer i Christopher Marlowes The Passionate Shepherd to His Love, Pierre de Ronsards Sonnets pour Hélène och i filmen Döda poeters sällskap.